# Муравище
Мурави́ще — село в Україні, у Луцькому районі Волинської області. Входить до складу Ківерцівської міської громади. Населення становить 636 осіб.

## Географія
Волинське обласне управління водних ресурсів не провело жодних досліджень історії малих річок на власній землі.

## Історія
Lietuvos Metrika, Kn. 9, 22.
Вперше згадується в Литовській метриці 3 серпня 1516 року, коли волинський зем'янин Ѡлεхъно Козинъский отримав привілей на село Ѡгавъчичъ.
У 1906 році село Гавчиці (рос. Гавчицы), Тростянецької волості Луцького повіту Волинської губернії. Відстань від повітового міста 20 верст, від волості 17. Дворів 22, мешканців 182.
У другій половині XIX століття на північній стороні села розміщувалося велике болото Варгани, через яке протікала річка Дібровка з правою притокою Добра. На півдні від села знаходилися урочища: Осніва, Зелене, Місток, Муромець.
На початку XX століття частина села Гавчиці називалась Рафалівкою (пол. Rafałówka), від імені першого мешканця Rafała Rosińskiego і була заселена поляками, як і навколишні колонії: Mikołajówka, Korma, Aleksandrówka, Komarówka, Hermanówka, Brzozowy Gród. Указом Президії Верховної Ради УРСР від 7.06.1946 року, село Рафалівка перейменоване в Муравище.
Виконавчий комітет Волинської обласної Ради народних депутатів, рішенням від 25 червня 1990 року, об'єднав села Гавчиці і Муравище Сокиричівської сільради в одне село Муравище.
19 липня 2020 року, в результаті адміністративно-територіальної реформи та ліквідації Ківерцівського району, село увійшло до складу Луцького району.

## Планування
Село має майже прямокутне планування. Основна вулиця - Центральна, іде через все село із Заходу на Схід.

## Населення
Згідно з переписом УРСР 1989 року чисельність наявного населення села Муравище становила 257 осіб, з яких 122 чоловіки та 135 жінок. За цим же переписом чисельність наявного населення села Гавчиці становила 466 осіб, з яких 207 чоловіків та 259 жінок.
За переписом населення України 2001 року в селі мешкало 630 осіб.

### Мова
Розподіл населення за рідною мовою за даними перепису 2001 року:
| Мова       | Відсоток |
| ---------- | -------- |
| українська | 99,37 %  |
| російська  | 0,63 %   |

## Релігія
22 травня 2017 року в Муравищі Митрополит Луцький і Волинський Михаїл освятив церкву Великомученика Димитрія Солунського.

## Пам'ятки
Біля села розташовані ботанічні пам'ятки природи «Муравищенська Діброва» і «Дуби-велетні», а також орнітологічні заказники — «Муравище-1» та «Муравище-2».